# Antoni Maria Badia i Margarit

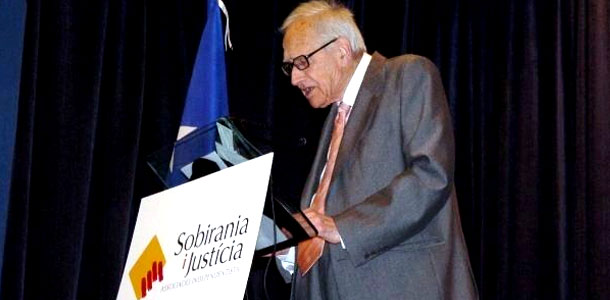
Antoni Maria Badia i Margarit

Antoni Maria Badia i Margarit (* 30. Mai 1920 in Barcelona; † 16. November 2014 ebenda) war ein spanischer Romanist, Hispanist und Katalanist.

## Leben und Werk
Badia studierte in Barcelona (Abschluss 1943). Er wurde 1947 von Dámaso Alonso promoviert und war von 1948 bis zu seiner Emeritierung in Barcelona Professor für historische Grammatik des Spanischen und Katalanischen (von 1978 bis 1986 auch Rektor der Universität Barcelona). Er war Herausgeber der Zeitschrift Estudis Romànics.
Badia war korrespondierendes Mitglied der Real Academia Española und achtfacher Ehrendoktor (u. a. der Universität Salzburg 1972).
Sein Freundeskreis (Associació d'amics del professor Antoni M. Badia i Margarit) veranstaltet seit 2004 Kolloquien.

## Werke (Auswahl)

### Von 1947 bis 1957
- Les complements pronominals-adverbials derivades de ibi e inde en la peninsula iberica, Madrid 1947
- Contribución al vocabulario aragonés moderno, Saragossa 1948
- (mit Armando de Lacerda) Estudios de fonética y fonología catalanas, Madrid 1948
- El habla del valle de Bielsa (Pirineo aragonés), Barcelona 1950
- Gramática histórica catalana, Barcelona 1951 (katalanisch: Gramàtica històrica catalana, Valencia 1981, 1984, 1994)
- (Hrsg. mit Federico Udina Martorell und Antoni Griera i Gaja) 7. Congreso internacional de lingüística románica Universidad de Barcelona, 7-10 abril de 1953, 2 Bde., Barcelona 1953–1955

### Ab 1962
- Gramática catalana, 2 Bde., Madrid 1962, 1975, 1980
- Llengua i cultura als Països Catalans, Barcelona 1964
- La llengua dels barcelonins, Barcelona 1969
- La llengua catalana ahir i avui, Barcelona 1973
- La Llengua, Montserrat 1976 (Vint-i-cinc anys d'estudis sobre la llengua i la literatura catalanes, 1950–1975, Bd. 1)
- La formació de la llengua catalana. Assaig d’interpretació històrica, Montserrat 1981
- Llengua i poder. Textos de sociolingüística catalana, Barcelona 1986
- Sons i fonemes de la llengua catalana, Barcelona 1988
- (Hrsg.) Dictionnaire historique des noms de famille romans. Actes del III col.loqui, Barcelona, 19-21 juny 1989, Tübingen 1991
- Gramàtica de la llengua catalana. Descriptiva, normativa, diatòpica, diastràtica, Barcelona 1995